# مقاطعة سومتر (جورجيا)
مقاطعة سومتر (بالإنجليزية: Sumter County)‏ هي إحدى المقاطعات في ولاية جورجيا في الولايات المتحدة الأمريكية.